# Арнолд I фон Кьолн
Арнолд I фон Кьолн или Арнолд фон Рандерат (на немски: Arnold I von Köln; Arnold von Randerath; * ок. 1100; † 3 април 1151, Кьолн) е от 1137 до 1151 г. архиепископ на Кьолн и ерцканцлер на Италия.

## Живот
Той е благородник от Рейнланд, син на фон Рандероде (Рандерат). Брат е на Харпер фон Рандерат (* пр. 1084; † сл. 1109/сл. 1157) и Мегинхере фон Рандероде (* пр. 1089; † сл. 1104).
Около 1124 г. Арнолд става пропст на „Св. Андреас“ в Кьолн. След смъртта на втория архиепископ Хуго фон Спонхайм през 1137 г. той е избран през декември същата година за новия архиепископ на Кьолн.
На 7 март 1138 г. Арнолд участва при втория избор на Конрад III за германски крал в Кобленц. Арнолд е ръкоположен на 3 април 1138 г. След 1138 г. той строи замък Драхенфелс в Драхенфелс близо до Бон в планината Зибенгебирге.
През 1146 г., малко преди Втория кръстоносен поход, Арнолд I дава закрила на евреите в замък Волкенбург от нападения от народа.
Арнолд I присъства на 10 ноември 1147 г. при посещението на папа Евгений III в Трир. През 1149 г. той е суспендиран от Евгений III заради симония и неизпълнение на служебните му задължения.
Арнолд умира на 3 април 1151 г. в Кьолн и е погребан в църквата „Св. Андреас“. След него е избран Арнолд II фон Вид.